# Полайна
Полайна (словен. Polajna) — поселення в общині Зрече, Савинський регіон, Словенія. 
Висота над рівнем моря: 509,7 м.